# Юрьевский район
Юрьевский район (укр. Юр'ївський район) — упразднённая административная единица на северо-востоке Днепропетровской области Украины. Административный центр — посёлок городского типа Юрьевка.

## География
Район расположен на северо-востоке Днепропетровской области.
С ним соседствуют
Новомосковский,
Павлоградский районы Днепропетровской области,
Близнюковский,
Лозовской,
Сахновщинский районы Харьковской области.
Площадь 900 км² (22-е место среди районов).
На территории района протекают реки:
Малая Терновка,
Литовщина,
Орель,
Вязовок,
Дубовая,
канал Днепр — Донбасс.
Через район проходят автомобильные дороги Р51 и Т 0412, железнодорожная линия Павлоград-1 — Лозовая, имеются станция Варваровка, остановочные пункты 958 км, Жемчужное и 978 км.

## История
Район образован в 1923 году, центр — село Юрьевка, посёлок городского типа с 1957 года.
21 января 1959 года район расформировали, территория была передана в состав Павлоградского и Перещепинского районов.
5 июля 1991 года район был образован повторно.

## Демография
Население района составляет 15 773 человека (22-е место среди районов; данные 2005 г.), в том числе в городских условиях проживают 2 533 человека, в сельской — 13 240 человек.

## Административное устройство
Район включает в себя:
| - Поселковых советов: 1 - Сельских советов: 11 | - Посёлков городского типа: 1 - Посёлков: 1 - Сёл: 51 |

### Местные советы[6]
| - Юрьевский поселковый совет - Александровский сельский совет - Алексеевский сельский совет - Варваровский сельский совет - Вербоватовский сельский совет - Жемчужненский сельский совет | - Нововязовский сельский совет - Новоивановский сельский совет - Преображенский сельский совет - Чаплинский сельский совет - Чернявщинский сельский совет - Шандровский сельский совет |

### Населённые пункты[7]
с. Александровка

с. Алексеевка

с. Белозёрское

с. Бразолово

с. Варваровка

с. Варламовка

с. Василевка

с. Вербоватовка

с. Вербское

с. Весёлая Горка

с. Водяное

с. Вязовское-Водяное

с. Голубовское

с. Долина

с. Дубовое

пос. Жемчужное

с. Жемчужное

с. Заречное

с. Затишное

с. Ивано-Межерецкое

с. Катериновка

с. Кондратовка

с. Нижнянка

с. Нововязовское

с. Новогригоровка

с. Новоивановское

с. Новомосковское

с. Новостроевка

с. Новотимофеевское

с. Новочерноглазовское

с. Новошандровка

с. Оленовка

с. Орловское

с. Первомайское

с. Преображенка

с. Призовое

с. Пшеничное

с. Пятихатки

с. Сергеевка

с. Сокольское

с. Солонцы

с. Терны

с. Украинское

с. Ульяновка

с. Фёдоровское

с. Чаплинка

с. Черноглазовка

с. Чернявщина

с. Шандровка

с. Широкая Балка

пгт Юрьевка

с. Юрьевское

с. Яблоновка

Относился к избирательному округу № 38.